# Finsternau
Finsternau ist eine Ortschaft und eine Katastralgemeinde der Gemeinde Brand-Nagelberg im Bezirk Gmünd in Niederösterreich mit 143 Einwohnern (Stand 1. Jänner 2024).

## Geografie
Die Streusiedlung liegt nördlich von Brand und westlich der Landesstraße L62, von der die einzelnen Lagen über Nebenstraßen erreichbar sind. Zur Ortschaft zählt auch Sechshaus. Am 1. April 2020 umfasste die Ortschaft 95 Adressen.

## Bevölkerungsentwicklung
Bei der ersten Volkszählung in Österreich-Ungarn im Jahr 1869 wohnten 365 Personen in Finsternau. Die Bevölkerung wuchs danach noch etwas und erreichte 1880 mit 449 Personen ihren Höhepunkt. Im 20. Jahrhundert nahm die Zahl der Bewohner kontinuierlich ab und am 1. Jänner 2024 zählte die Ortschaft nurmehr 143 Einwohner.

## Siedlungsentwicklung
Zum Jahreswechsel 1979/1980 befanden sich in der Katastralgemeinde Finsternau insgesamt 62 Bauflächen mit 31.294 m² und 40 Gärten auf 12.034 m², 1989/1990 waren es 98 Bauflächen. 1999/2000 war die Zahl der Bauflächen auf 253 angewachsen und 2009/2010 waren es 115 Gebäude auf 244 Bauflächen.

## Geschichte
Die ansässigen Bauern waren laut Schweickhardt mittelmäßig bestiftet und pflanzten Korn, Hafer und besonders Erdäpfel. Von Bedeutung war auch die Pechsiederei.
Im Jahr 1822 wurde der Ort als Amt mit 42 Häusern genannt, das nach Brand eingepfarrt war, wohin auch die Kinder eingeschult wurden. Die Herrschaft Heidenreichstein besaß die Ortsobrigkeit, übte die Landgerichtsbarkeit aus, besorgte die Konskription und hatte die Grundherrschaft inne.
Laut Adressbuch von Österreich waren im Jahr 1938 in der Ortsgemeinde Finsternau zwei Gastwirte, zwei Gemischtwarenhändler, eine Ledergalanteriewarenerzeugung, ein Schneider und ein Schuster ansässig.
Im Jahr 1968 trat die Ortschaft zusammen mit Steinbach der Gemeinde Brand-Nagelberg bei.

## Landwirtschaft
Die Katastralgemeinde ist landwirtschaftlich geprägt. 211 Hektar wurden zum Jahreswechsel 1979/1980 landwirtschaftlich genutzt und 458 Hektar waren forstwirtschaftlich geführte Waldflächen. 1999/2000 wurde auf 189 Hektar Landwirtschaft betrieben und 469 Hektar waren als forstwirtschaftlich genutzte Flächen ausgewiesen. Ende 2018 waren 183 Hektar als landwirtschaftliche Flächen genutzt und Forstwirtschaft wurde auf 46.817 Hektar betrieben. Die durchschnittliche Bodenklimazahl von Finsternau beträgt 14,1 (Stand 2010).